# Steffen Wesemann

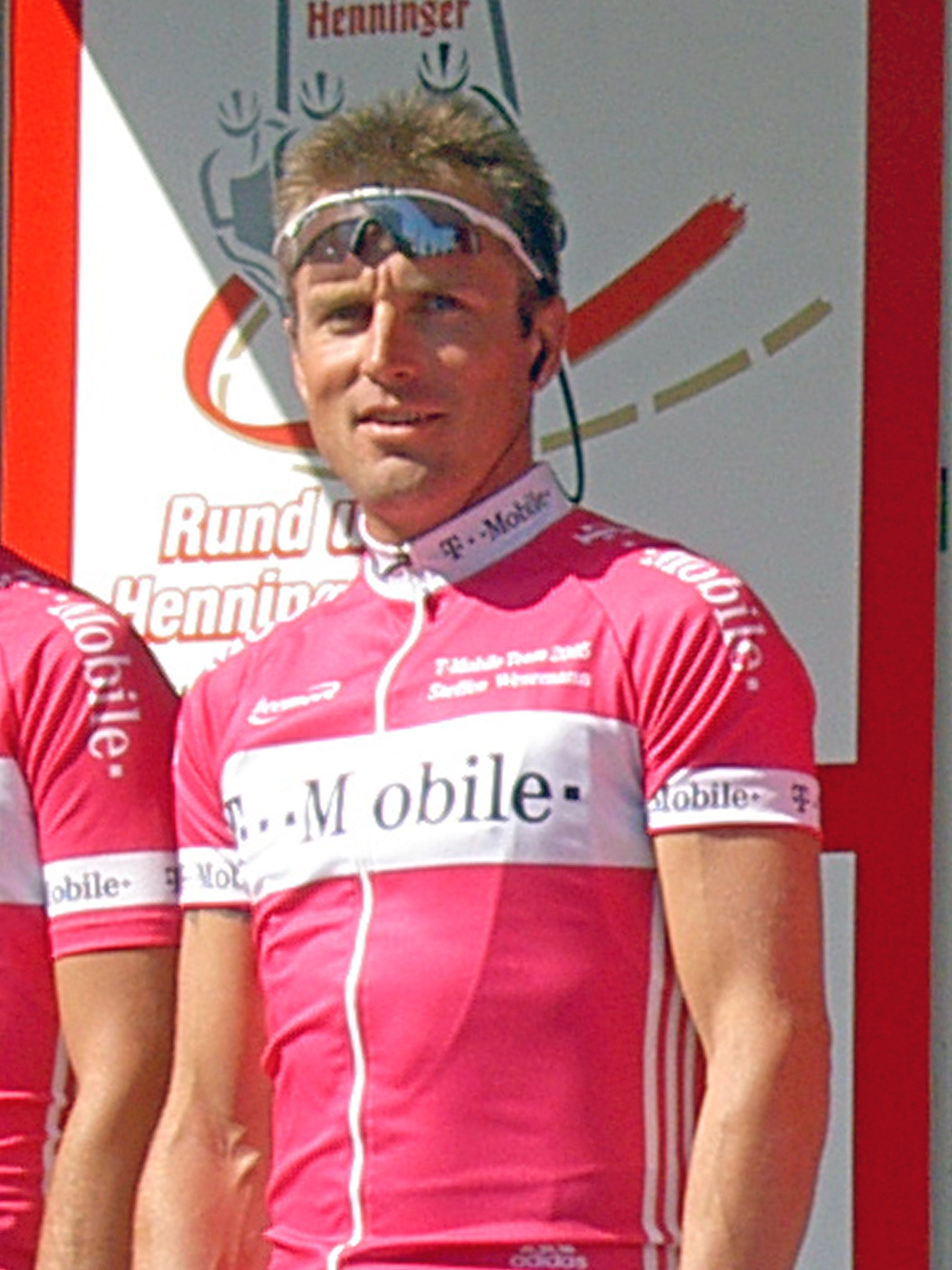
Steffen Wesemann, Rund um den Henninger Turm 2005.

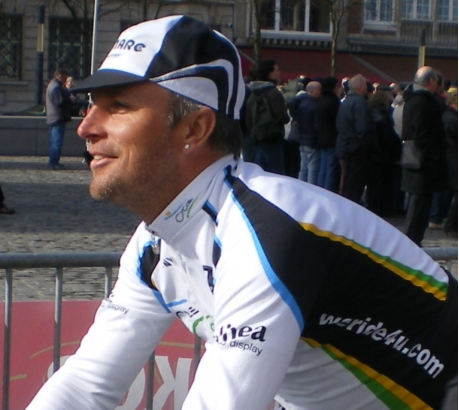
Steffen Wesemann 2008.

Steffen Wesemann, född 11 mars 1971 i Wolmirstedt, Östtyskland, är en tysk-schweizisk tidigare professionell tävlingscyklist.

## Karriär
Steffen Wesemann blev professionell 1993 med Telekom och tillhörde samma stall till slutet av 2006 när lagledning bestämde sig för att omstrukturera stallet och därför inte förlängde Wesemanns kontrakt. Han gick senare vidare till Team Wiesenhof-Felt tillsammans med tre andra lagkamrater från T-Mobile Team. Steffen Wesemann cyklade ett år för det tyska stallet innan han blev kontrakterad av Team Pedaltech-Cyclingnews inför 2008, men stallet fick inte någon Professional Continental-licens, och därför valde Wesemann att gå över till det svenskägda stallet, med Professional Continental status, Cycle Collstrop under 2008. 
Wesemann och hans familj bor sedan länge i Schweiz. I september 2005 bytte de därför nationalitet från tysk till schweizisk. 
Han slutade på andra plats i Paris–Roubaix 2002 efter belgaren Johan Museeuw.
Steffen Wesemann vann Flandern runt 2004. Han har även vunnit Fredsloppet fem gånger.
Under säsongen 2007 med Team Wiesenhof-Felt slutade han på en tredje plats i Paris-Roubaix efter Stuart O'Grady och Juan Antonio Flecha.
Efter säsongen 2008 avslutade Steffen Wesemann sin karriär. Han hade då inte tävlat sedan junimånad och avslutade sin karriär i ett uppvisningslopp i sin födelseort Wolmirstadt för att kunna ta farväl från cykelsporten.

## Meriter
1989
1:a, etapp 5a, Tour du Hainaut Occidental (amatör)
3:a, Världsmästerskapen - linjelopp (junior)
1990
2:a, Paris-Bourges
1991
1:a, Berliner Vier-Etappenfahrt
1992 — Team Telekom
1:a, GP Buchholz
1:a, Niedersachsen Rundfahrt
1:a, Fredsloppet
1:a, etapp 1, Fredsloppet
1:a, etapp 4, Fredsloppet
2:a, etapp 5, Fredsloppet
2:a, etapp 8, Fredsloppet
3:a,  Tyskland Nationsmästerskapen - linjelopp (amatör)
1994 — Team Telekom
3:a, etapp 1, Volta a la Comunitat Valenciana
3:a, etapp 5, Romandiet runt
1995 — Team Telekom
1:a — poängtävling Vuelta a España
2:a, E3 Prijs Vlaanderen
3:a — Grosser Preis des Kantons Aargau
1996 — Team Telekom
1:a, Fredsloppet
1:a, etapp 1, Fredsloppet
1:a, etapp 2, Fredsloppet
1:a, etapp 4a, Fredsloppet
1:a, etapp 5, Fredsloppet
1:a, etapp 8, Fredsloppet
1:a, etapp 9, Fredsloppet
1:a, etapp 10, Fredsloppet
2:a, etapp 4, Postgirot Open
2:a, prolog, Fredsloppet
1997 — Team Telekom
1:a, Fredsloppet
1:a, etapp 2, Fredsloppet
1:a, etapp 3, Fredsloppet
1:a, etapp 7, Fredsloppet
2:a, prolog,  Fredsloppet
2:a, etapp 1, Fredsloppet
2:a, etapp 10, Fredsloppet
3:a, etapp 4, Fredsloppet
3:a, etapp 5, Fredsloppet
3:a, etapp 8, Fredsloppet
1998
1:a, Rund um den Flughafen Köln-Bonn
1:a, etapp 4a, Vuelta a Castilla y León
1:a, prolog, Sachsen Tour
2:a, Fredsloppet
2:a, etapp 3, Fredsloppet
2:a, etapp 9b, Fredsloppet
2:a, Sachsen Tour
3:a, etapp 4, Fredsloppet
3:a, etapp 2, Sachsen Tour
3:a, etapp 5b, Sachsen Tour
1999 — Team Telekom
1:a, Fredsloppet
1:a, etapp 2, Fredsloppet
1:a, etapp 7, Fredsloppet
1:a, etapp 10, Fredsloppet
2:a, etapp 1, Fredsloppet
2:a, etapp 9, Fredsloppet
2:a, etapp 5, Schweiz runt
2:a, Profronde van Wateringen
3:a, etapp 2, Tyskland runt
3:a, etapp 7, Tyskland runt
2000 — Team Telekom
1:a, GP Kanton Aargau Gippingen
1:a, etapp 1, Fredsloppet
1:a, etapp 4, Fredsloppet
1:a, etapp 4, Tour Down Under
1:a, Rund um Köln
1:a, etapp 1, Schweiz runt (lagtempo)
2:a,  Tyskland Nationsmästerskapen - linjelopp
2:a, Omloop Het Nieuwsblad
3:a, GP Buchholz
3:a, Fredsloppet
3:a, Tour Down Under
2001 — Team Telekom
2:a, E3 Prijs Vlaanderen
3:a, Gent-Wevelgem
2002 — Team Telekom
2:a, Paris–Roubaix
2003 — Team Telekom
1:a, Rund um den Flughafen Köln-Bonn
1:a, Fredsloppet
1:a, etapp 3, Fredsloppet
1:a, etapp 5, Sachsen Tour
2:a, etapp 5, Tour Down Under
2:a, E3 Prijs Vlaanderen
2:a, etapp 4, Fredsloppet
3:a, etapp 8, Fredsloppet
2004 — T-Mobile Team
1:a, Flandern runt
2006 — T-Mobile Team
2:a, Amstel Gold Race
2007 — Team Wiesenhof-Felt
1:a, Rund um den Magdeburger Dom
3:a, Paris-Roubaix
3:a, GP Buchholz
3:a, etapp 7, Österrike runt

## Stall
- Telekom 1993–1994
  -  Team Deutsche Telekom 1995–2002
    -  Team Telekom 2003
      -  T-Mobile Team 2004–2006
- Team Wiesenhof-Felt 2007
- Cycle Collstrop 2008